# Vysoké nad Jizerou
Vysoké nad Jizerou é uma cidade checa localizada na região de Liberec, distrito de Semily.